# Saint-Paul-d'Espis
Saint-Paul-d'Espis é uma comuna francesa na região administrativa de Occitânia, no departamento de Tarn-et-Garonne. Estende-se por uma área de 26,07 km². Em 2010 a comuna tinha 591 habitantes (densidade: 22,7 hab./km²).